# Șapte luni mai târziu
Șapte luni mai târziu este un film românesc din 2016 regizat de Andrei Crețulescu. Rolurile principale au fost interpretate de actorii Șerban Pavlu, Rodica Lazăr, Dorian Boguță.

## Distribuție
Distribuția filmului este alcătuită din:
- Rodica Lazăr — Anamaria
- Oana Răsuceanu
- Mălina Ionescu
- Vlad Gliga
- Crina Semciuc
- Radu Stancu
- Șerban Pavlu — Vlad
- Dorian Boguță — Victor
- Claudiu Mitcu
- Andi Vasluianu — Barmanul
- Eugen Matei Lumezianu — Chelnerul